# Ovoledo
Ovoledo (Dovolêt in friulano standard, Dovoleit in friulano occidentale) è una frazione situata nella zona settentrionale del comune di Zoppola (PN), in Friuli-Venezia Giulia.

## Geografia fisica
Ovoledo confina con Zoppola e con le frazioni di Murlis e Castions; è situato sulla sinistra idrografica del torrente Meduna nella zona centro-occidentale del Friuli-Venezia Giulia, a circa 13 km da Pordenone. Il confine con la frazione di Murlis è in parte corrispondente con il corso del fiume Brentella.

## Storia
Il toponimo "Ovoledo" deriva dal latino "opulus" cioè l'arbusto che veniva usato per sostenere le viti fino al secolo scorso, che ha dato l'antico nome di "Ovoleto".
Gli "homines de Ovoleto" si insediarono attorno alla chiesetta di S. Michele Arcangelo (seconda metà del '400), in prossimità della quale fu costruito un follatore, un antico attrezzo che doveva servire per la gestione delle vinacce e del mosto.

## Economia
Attualmente Ovoledo è conosciuto per la coltivazione della patata; le particolari caratteristiche del terreno, costituito prevalentemente da sabbie depositate dal Meduna, hanno favorito lo sviluppo della coltivazione di diverse qualità del tubero, nonché la nascita di un'importante cooperativa di produttori.

## Eventi

### La Sagra delle Patate
Dal 1978, ogni mese di luglio viene organizzata la tradizionale Sagra delle Patate.
In quella occasione si svolge un importante convegno trattante i temi della coltivazione della patata e dell'agricoltura in generale, al quale partecipano anche relatori e personalità di livello regionale e nazionale. Completa la manifestazione la Mostra-Mercato della patata, dove i produttori possono esporre il loro raccolto che viene esaminato e giudicato da una giuria di esperti agronomi.
Il sito ufficiale della Sagra delle Patate è http://www.ovoledo.it

### Altri eventi
- Gennaio: tradizionale “Falò” dell'Epifania
- Settembre: Festa del Santo Patrono, San Michele
- Novembre: Festa del Ringraziamento